# Kościół św. Marcina w Brunszwiku

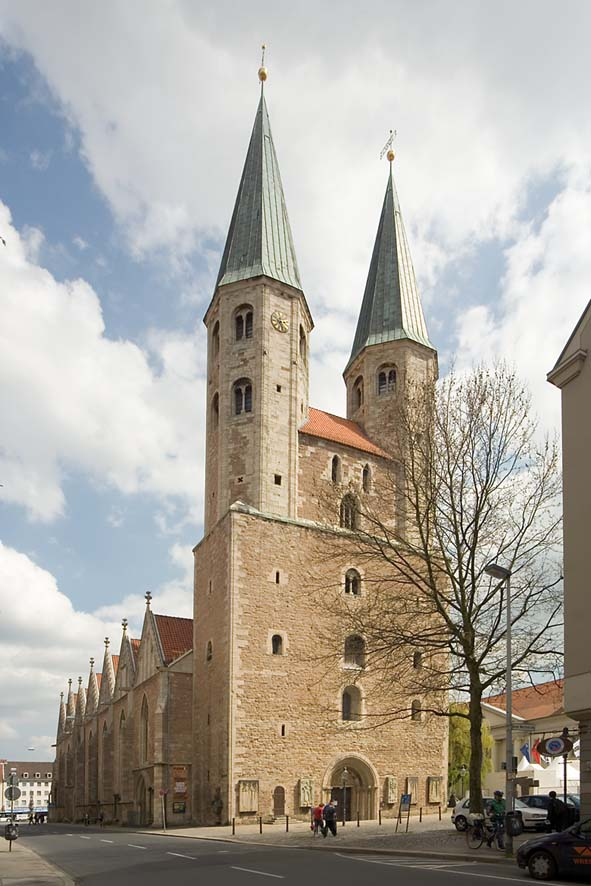
Widok od strony zachodniej

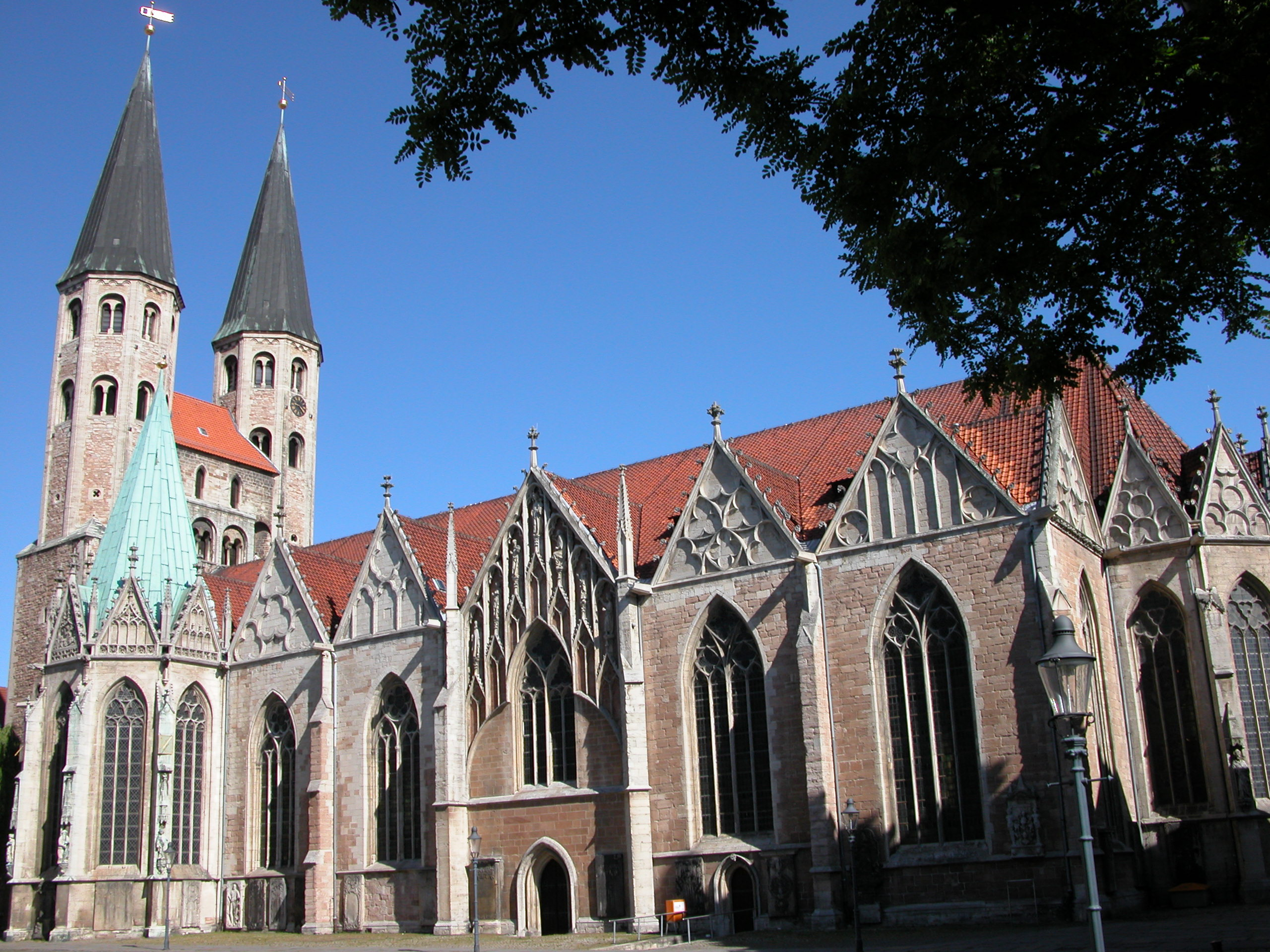
Widok od strony południowej, po lewej kaplica św. Anny

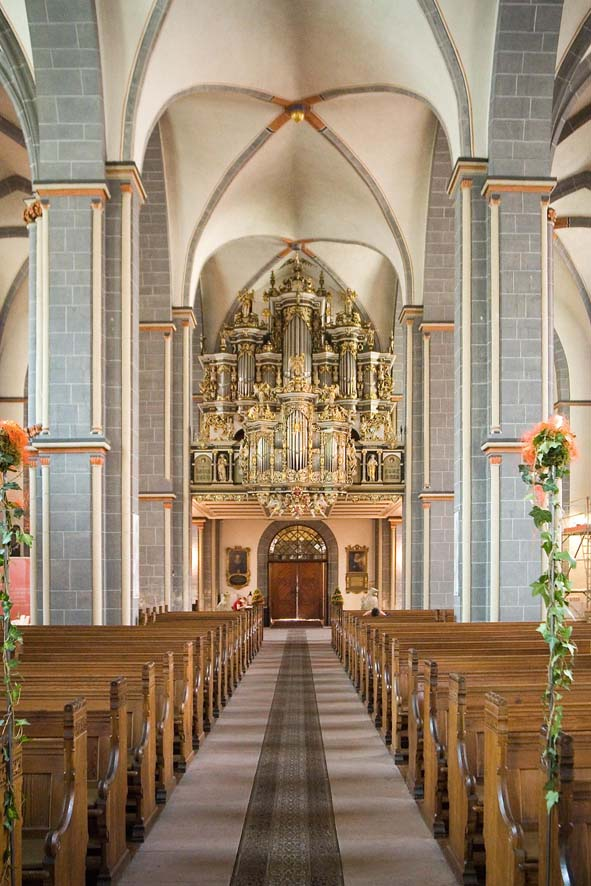
Wnętrze kościoła z widokiem na organy

Kościół Świętego Marcina w Brunszwiku – dawny kościół farny Starego Miasta, przykład architektury romańskiej i gotyckiej w Niemczech. Znajduje się przy zachodniej pierzei Rynku Starego Miasta.

## Historia
Kościół został wzniesiony ok. 1090/95 r. Obok kościoła św. Błażeja, był najważniejszym kościołem dawnego Brunszwiku. Była to romańska trójnawowa bazylika z transeptem, oraz dwuwieżowym westwerkiem od zachodu. Od połowy XIII w. dokonano szereg przebudów, które nadały architekturze gotycki charakter. W 1434 do północnej nawy dodano kaplicę św. Anny. W 1528 został przejęty w ręce ewangelików, którzy opiekują się świątynią do dziś.
Pomimo zniszczeń wojennych kościół zachował liczne dzieła sztuki - cenny zespół gotyckiej rzeźby architektonicznej oraz wystrój, głównie z XVII i XVIII w.

## Architektura
Kościół jest gotycką trójnawową halą z prezbiterium zamkniętym poligonalną absydą. Zachowały się elementy romańskie, przede wszystkim dwuwieżowy westwerk. Wnętrze nakryte jest sklepieniem krzyżowo-żebrowym wsparte na masywnych prostokątnych w planie filarach. Światło pada przez duże ostrołukowe okna z maswerkami, zarówno jak od strony naw bocznych jak prezbiterium. Surowe ściany wnętrza kontrastują z bogatą dekoracją zewnętrzną, na którą składają się cykle figuralne, oraz trójkątne wimpergi (z ozdobnymi ślepymi maswerkami) wieńczące przęsła naw bocznych, każde z nich nakryte jest własnym dachem. Od zewnątrz ściany są oszkarpowane. Od strony północnej dobudowana została w XV wieku kaplica św. Anny, o bogatej dekoracji architektonicznej. Elewacje nawiązują do dekoracji naw bocznych. Jedna z wimperg posiada relief z przedstawieniem Zmartwychwstania. Przy przyporach znajdują się pełnoplastyczne figury Trzech Króli, oraz Marii z Dzieciątkiem.

## Dekoracja rzeźbiarska
Na zewnątrz liczne gotyckie rzeźby tworzące cykle figuralne (m.in. figury biskupów przy przyporach prezbiterium, oraz na szczytach transeptu, po północnej stronie przedstawienia apostołów, po południowej Panny Mądre i Panny Głupie. Do kościoła prowadzą portale, które są cennymi przykładami średniowiecznej rzeźby architektonicznej. Zachodni romański z XII w. i dwa południowe, gotyckie z tympanonami przedstawiającymi Agnus Dei i zaśnięcie NMP.

## Ołtarz główny
Marmurowy ołtarz główny jest przykładem rzeźby barokowej. Swoją wysokością sięga sklepień. Wykonany został w latach 1722-25 przez Antona Detleva Jennera, składa się z jednej osi w górnej i jednej w dolnej kondygnacji, z tym że boczne osie tworzą ozdobne arkady z przejściami. W części środkowej mozaika z przedstawieniem Baranka Bożego, siedmioma pieczęciami, oraz symbolami Ciała i Krwi Chrystusa. Powyżej Ostatnia Wieczerza w formie płaskorzeźbionego reliefu. Scenę flankują pełnoplastyczne figury Mojżesza, oraz Izajasza. Podobne figury wieńczą dolną kondygnacje, przedstawiają Ewangelistów. W górnej kondygnacji przedstawienie Ukrzyżowania, na zwieńczeniu pełnoplastyczna dynamiczna scena Zmartwychwstania.

## Ambona
Manierystyczna ambona jest dziełem J. Röttgera. Wykonana została w latach 1617-21. Podstawę jej stanowi pełnoplastyczna rzeźba przedstawiająca patrona kościoła, Świętego Marcina (biskupa Tours w latach 316-397) dzielącego się swoim płaszczem z żebrakiem. Ukazany jest jako rycerz w typowym dla XVII w uzbrojeniu. Na korpusie ambony znajdują się cykl bożonarodzeniowy - Zwiastowanie, Nawiedzenie, Narodzenie Chrystusa, Obrzezanie ponadto figury Czterech Ewangelistów. Schody oprowadzące do ambony zdobi balustrada z reliefami ze scenami Pokłon Trzech Króli, Prezentacja Chrystusa w świątyni oraz Ucieczka do Egiptu. Baldachim zdobią płaskorzeźby ze scenami pasyjnymi, oraz anioły trzymające w rękach arma Christi. Na zwieńczeniu postać Chrystusa jako Sędziego Świata.

## Organy
Obecny instrument o 45 registrach pochodzi z 1957-73 powstał na miejscu dawnego z 1897. Zachował się barokowy prospekt dzieło J. Röttgera wykonany w latach 1617-21, z figurami Apostołów. Natomiast balustrada empory organowej pochodzi z 1630 na której znajdują się reliefy ze scenami pasyjnymi, począwszy od Pojmowania, cykl zamyka scena Ukrzyżowania .

## Dzwony
W westwerku zawieszonych jest dziewięć dzwonów, z czego trzy są zabytkowe. Najstarszy z nich to Dzwon Trzech Króli (Drei-Königs-Glocke) pochodzi z przełomu XIV i XV w. Dwa nowożytne z XVII w. to św. Marcin (Predigt-/ Martinsglocke) oraz największy ze wszystkich dzwonów tego kościoła - Wielki Orzeł (Großer Adler).
| Nr | Nazwa                          | Data odlewu | Ludwisarz                            | Miejsce odlewu | Średnica (mm) | Masa (kg) | Dźwięk (16tel) |
| 1  | Großer Adler                   | 1624        | Stephan Henrici                      | Brunszwik      | 2050          | 5.172     | fis0 +3        |
| 2  | Predigt-/ Martinsglocke        | 1666        | Ludolf Siegfriedt                    | ?              | 1780          | 3300      | a0 +71         |
| 3  | Trauglocke                     | 1967        | F.W. Schilling                       | Heidelberg     | 1458          | 2154      | cis' −5        |
| 4  | Ruferglocke                    | 1981        | F.W. Schilling                       | Heidelberg     | 1280          | 1535      | e' +6          |
| 5  | Drei-Königs-Glocke             | XIV/XV w.   | nieznany                             | Brunszwik      | 1290          | 1250      | fis' +4        |
| 6  | Reformations-Gedächtnis-Glocke | 1985        | Karlsruher Glocken-und Kunstgießerei | Karlsruhe      | 1030          | 760       | gis' +5        |
| 7  | Martin-Chemnitz-Glocke         | 1987        | Karlsruher Glocken-und Kunstgießerei | Karlsruhe      | 970           | 625       | a' +5          |
| 8  | Johann-Arndt-Glocke            | 1987        | Karlsruher Glocken-und Kunstgießerei | Karlsruhe      | 910           | 590       | h' +5          |
| 9  | Thomas                         | 1982        | F.W. Schilling                       | Heidelberg     | 860           | 473       | cis' +5        |

## Kaplica Świętej Anny
Kaplica Świętej Anny została ufundowana w 1434 przez Wasmona von Kemme. Zbudowana na planie oktogonu. Pełni rolę baptysterium, centralną część zajmuje wykonana z brązu przez B. Sprankera chrzcielnica z 1441, z reliefami ilustrującymi cykl chrystologiczny. W 1618 Jürgen Röttger wykonał ozdobny baldachim zawieszony nad misą chrzcielną. Z 1673 pochodzi ozdobna krata otaczająca chrzcielnicę. Sklepienie wsparte jest na ozdobnych wspornikach z przedstawieniami symboli Ewangelistów (orzeł, wół, anioł i lew). Ściany kaplicy zachowały bogatą późnogotycką dekorację rzeźbiarską. Na narożach figury rodziców Marii - Świętych Joachima i Anny, Madonny z Dzieciątkiem, oraz Trzech Króli. Poniżej siedziska z baldachimami ozdobionymi płaskorzeźbionymi popiersiami mieszczan, muzykującymi aniołami na konsolach oraz parzyście ustawione figurki Świętych na ścianach czołowych baldachimu.